# Lete
A Lete egy folyó Olaszország Campania régiójában. A Matese-hegységből ered, forrásvidéke 1580 m magasságban van. A hegység gyors vizű patakjait gyűjti össze. A Volturno egyik mellékfolyója. Vizét két vízierőmű hasznosítja.